# نادي الشباب الجديدي
 نادي الشباب الجديدي  نادي رياضي مغربي من مدينة الجديدة تأسس عام	1993 .